# 라카유 9352
라카유 9352(Lacaille 9352, Lac 9352)는 남반구 하늘의 남쪽물고기자리 방향에 있는 적색왜성이다. 겉보기등급은 7.34로 너무 어두워서 최적의 관측 환경이 주어져도 맨눈으로는 볼 수 없다. 연주시차 측정치로부터 구한 지구로부터 이 별까지의 거리는 약 10.74 광년(3.29 파섹)이다. 이 거리에 따르면 라카유 9352는 태양계로부터 일곱 번째로 가까운 항성계이며 남쪽물고기자리 방향에 있는 천체들 중에서는 지구에서 가장 가까운 별이 된다. ChView 시뮬레이션에 따르면 라카유 9352에서 가장 가까운 이웃은 삼중성계 물병자리 EZ로 약 4.1 광년 떨어져 있다.

## 특징
이 별은 밤하늘 천체들 중 고유운동량이 네 번째로 커서(벤자민 굴드가 1881년 최초로 발견함) 연간 6.9 초각 속도로 움직이고 있다. 그러나 1도가 3600 초각임을 고려하면 이 값은 절대적 수치로는 매우 작은 크기이다. 라카유 9352의 우주속도 요소들은 (U, V, W) = (−93.9, −14.1, −51.4) km/s이다. 만약 시선속도 (Vr)이 +9.7 km/s이라면 이 별은 지금으로부터 약 2700년 전 태양에 약 10.63 광년(3.26 파섹)까지 접근했을 것이다.
라카유 9352의 스펙트럼에 의하면 이 별의 분광형은 M0.5 V로 주계열 단계 적색왜성이다. 라카유 9352는 각지름이 최초로 측정된 적색왜성으로 실제 반지름은 태양의 약 46%이다. 질량은 태양의 절반 정도이며 외포층 대기의 유효온도는 약 3626 켈빈이다.

## 같이 보기
- 가까운 별 목록
- 니콜라 루이 드 라카유